# Honda Dualnote
La Honda Dualnote est un concept-car présenté par Honda au 35e salon de l'automobile de Tokyo en 2001. 
Cette berline disposant de quatre places est équipée d'un moteur V6 de 3,5 L de cylindrée situé en position centrale arrière et couplé à un moteur électrique. La puissance cumulée des deux moteurs est annoncée à 400 ch. La transmission est effectuée aux quatre roues et grâce à cette hybridation, Honda annonce une consommation s'établissant à 5,5 L/100 km.
Le concept mesure 4,39 m de long, 1,83 m de large et 1,215 m de hauteur.